# Antonín Plíhal
Antonín Plíhal (* 12. února 1950) je bývalý český hokejový útočník.

## Hokejová kariéra
V československé lize hrál za TJ Gottwaldov. Odehrál 2 ligové sezóny, nastoupil v 57 ligových utkáních, dal 9 gólů a měl 5 asistencí.

## Klubové statistiky
| Sezona    | Klub          | Soutěž  | Základní část | Základní část | Základní část | Základní část | Základní část |
| Sezona    | Klub          | Soutěž  | Z             | G             | A             | B             | TM            |
| --------- | ------------- | ------- | ------------- | ------------- | ------------- | ------------- | ------------- |
| 1971/1972 | TJ Gottwaldov | 1. liga | 23            | 3             | 2             | 5             | -             |
| 1972/1973 | TJ Gottwaldov | 2. liga | -             | -             | -             | -             | -             |
| 1973/1974 | TJ Gottwaldov | 2. liga | -             | -             | -             | -             | -             |
| 1974/1975 | TJ Gottwaldov | 1. liga | 34            | 6             | 3             | 9             | -             |
| 1975/1976 | TJ Gottwaldov | 2. liga | -             | -             | -             | -             | -             |